# مجلس سنای جمهوری روم
مجلس سنای جمهوری روم نهادی سیاسی در جمهوری روم باستان بوده است. اعضای آن ابتدا توسط کنسول روم انتخاب شده و سپس باید توسط سانسور روم برگزیده می‌شدند. سپس وی باید مدتی در نزد یک قاضی رومی و پس از آن به صورت خودکار به عضویت سنای روم درمی‌آمده. مورخ یونانی پولیبیوس مجلس سنای روم را شاخهٔ غالب دولت می‌دانسته. طبق گفتهٔ وی کنسول اختیار ارتش و دولت مردمی را در اختیار راشت. مجلس روم اختیار انتخابات، قانون و محاکمات جنایی را داشت و مجلس سنا پول و جزئیات سیاست خارجی را بر عهده داشت.